# Loutex
Loutex was een Gents textielbedrijf.

## Historiek van het bedrijf
Het Gentse textielbedrijf Loutex werd in 1957 opgericht vanuit de fusie van textielfabrieken La Louisiane en Texas. Sedert 1932 werkten beide textielfabrieken al samen. Loutex werd opgevat als een gemeenschappelijk verkoopkantoor, gevestigd in de Gebroeders De Smetstraat in Gent.

## Productie
Het bedrijf produceerde onder andere textielgarens voor de weverij en voor de breigoedindustrie, koordgarens voor de bandenindustrie, visnetten en haakwerkgarens.

## Beheerraad en directie
Tot de bestuurders en directiekader behoorden in de jaren 1950:
- J. Voortman, directeur generaal

- E. De Waele, bestuurder
- P. Voortman, bestuurder
- H. Wauters, bestuurder
- G. Van Verdeghem, directeur spinnerij
- A. Vandenborre, technisch directeur spinnerij
- F. Bundervoet, technisch directeur twijnderij
- E. van den Bogaerde, algemeen secretaris
- C. Wagemans, verkoopsdirecteur export
- A. Demoerlose, verkoopsdirecteur expeditie